# Dmytro Dikussar
Dmytro Petrowytsch Dikussar (ukrainisch Дмитро Петрович Дікусар, wiss. Transliteration Dmytro Petrovyč Dikusar; geb. 24. Oktober 1985 in Odessa, Ukrainische SSR, Sowjetunion) ist ein ukrainischer Tänzer und Choreograf.

## Biografie
Dmytro Dikussar begann im Alter von 6 Jahren zu tanzen, zuerst Gesellschaftstanz und später Tanzsport.
Er erhielt eine höhere Ausbildung am Kiewer Institut für Leibeserziehung und erwarb 2008 ein Diplom als Gesellschaftstanztrainer. Dmytro hat viele Jahre lang an ukrainischen und internationalen Sporttanzwettbewerben teilgenommen. Die größten Erfolge erzielte er in den lateinamerikanischen Tänzen – er schaffte es bis ins Finale des Europacups und war auch Gewinner der Weltmeisterschaft in diesem Tanzgenre.
Im Jahr 2006 erhielt Dmytro Dikussar den Titel eines Anwärters für den Sportmeistertitel im Turniertanz. Er erreichte wiederholt das Finale internationaler Wettbewerbe und die Meisterschaft der Ukraine.
Bekanntheit in den Medien erlangte Dikussar 2007 durch seine Teilnahme an der zweiten Staffel der ukrainischen Ausgabe von „Dancing with the Stars“ auf dem Fernsehsender „1+1“. Er tanzte mit der Sängerin Iryna Mykolajiwna Bilyk. Anschließend begannen sie eine Beziehung. Wenig später heirateten sie in Rio de Janeiro. Im Jahr 2010 trennte sich das Paar jedoch.
Im Jahr 2011 nahm Dikussar an der russischen Ausgabe der Show „Dancing with the Stars“ teil. Anschließend arbeitete er auch bei der georgischen Ausgabe dieser Show mit.
2012 begann Dikussar eine Beziehung mit der Tänzerin Olena Wiktoriwna Schoptenko, die er ebenfalls bei „Dancing with the Stars“ kennengelernt hatte. Im Jahr 2013 heiratete das Paar. Aber auch diese Ehe hielt nicht lange – 2016 ließ sich das Paar scheiden.
Im Jahr 2019 kehrte Diskussar in die ukrainische Ausgabe der Show „Dancing with the Stars“ zurück. In der sechsten, siebten und achten Staffel tanzte er jeweils in Paaren mit Wiktorija Serhijiwna Bulitko, Slawa Witalijiwna Kaminska und Olha Hennadijiwna Charlan.
Im Jahr 2022 trat er in die Reihen der Streitkräfte ein, um die Ukraine während des russischen Überfalls auf die Ukraine zu verteidigen.